# Хроніки мультивсесвіту
Хроніки мультивсесвіту (ісп. Crónicas del multiverso) — роман-переможець сьомої премії «Мінотавр» 2010 року. Науково-фантастичний твір в рамках тематики космічної опери. Представлений на конкурсі Віктором Конде (псевдонім, під яким працює Альфредо Морено Сантана).

## Сюжет
З незапам'ятних часів п'ятнадцять розумних видів заселяли «Різноманітність», невелику фізичну реальність, оточену космічним вакуумом, яка була нездоланним бар'єром для всіх цивілізацій, які на ній проживали. Найбільш розвинені й таємничі серед них, уртиан, знайшли об'єкт великих розмірів для вивчення їх всесвіту. На жаль, транспортний корабель, на якому вони його реревозили, нападає група піратів та корсарів. Один з них, пілот Ліна Колбрэнд, яка знаходиться під контролем Еврідіки, здійснює у відповідь на ультиматум уритан хдійснює хаотичний маневр, в якому знищується зразок. Далеко від їх звичайного світу, уритани збирають всю армію в пошуках об'єкта. Вони вважають цю справу надважливою. Проте Різноманітність починає руйнувася, зірки виходять, і цивілізації зникають, мешканці різноманіття починають жити цілодобово, щоб знайти надію, вузьке місце перед неминучим занепадом свого маленької всесвіту.
Хроніки мультівсесвіту, показує процес прийняття рішень, які різні герої приймають проти зростаючого хаосу, розширеного Різноманіття, бачачи себе затягнуто по різних сюжетних лініях, до вихору остаточних подій.